# タクトホーム
タクトホーム株式会社（英: TACT HOME CO., LTD.）は、東京都西東京市に本社を置く不動産会社であり、主に、戸建分譲住宅の販売を行っている。飯田グループホールディングスの完全子会社。

## 沿革
参照：
- 1984年（昭和59年）4月 - 東京都武蔵野市にて会社設立。
- 1985年（昭和60年）10月 - 飯田産業と資本提携、同社が親会社となる。
- 1986年（昭和61年）5月 - 飯田建設工業（現：一建設）と資本提携、親会社が飯田建設工業に異動。
- 1994年（平成6年）1月 - 飯田産業、飯田建設工業と資本関係を解消、独立系となる。
- 1997年（平成9年）12月 - 東京都保谷市（現：西東京市）に本社移転。
- 1999年（平成11年）10月 - 神奈川エリア初出店
- 2000年（平成12年）3月 - 埼玉エリア初出店
- 2001年（平成13年）5月 - 千葉エリア初出店
- 2003年（平成15年）8月22日[3]- ジャスダックに株式上場。
- 2004年（平成16年）6月 - 東海エリア初出店
- 2004年（平成16年）11月 - 東証第一部に株式上場。
- 2007年（平成19年）5月 - 東北エリア初出店
- 2008年（平成20年）8月 - 本社を現在地に移転。
- 2010年（平成22年）6月 - 連結子会社として、ソリド・ワンを設立。
- 2010年（平成22年）6月 - 連結子会社として、ティーアラウンドを設立
- 2013年（平成25年）10月 - 東証より上場廃止。
- 2013年（平成25年）11月1日 - 一建設、飯田産業、東栄住宅、アーネストワン、アイディホームと共同株式移転により、飯田グループホールディングスを設立[4][5]。
- 2015年（平成27年）4月 - 連結子会社として、BMMを設立。
- 2019年（令和元年）6月 - フィリピン法人として、Tact Home Global Design Corporationを設立。
- 2019年（令和元年）12月 - フィリピン法人として、Tact Home Philippines Corporationを設立。
- 2020年（令和2年）9月 - インドネシア法人として、PT. Tact Home Indonesiaを設立。

## 商品
ブランド名「GRAFARE」（グラファーレ）
ブランドネームの由来は、GRAVIS：感動的（ラテン語）＋FARE：作る（イタリア語）
- 分譲住宅
  - My Lifestyle
  - LUXZE
  - PREMIUM
  - My SELECT
- 注文住宅
  - G-fit
  - G-fit⁺
  - G-Free

## CM
- 2019年10月
歌い手に弱冠16歳のKOSEIを起用。力強い歌声とともにタクトホームのブランド住宅GRAFAREを紹介している。
- 2022年4月
俳優の柳楽優弥を起用したTVCM『家も街も、好きになる。』をオンエア。 柳楽が演じるストリートミュージシャンの青年が、ギターを弾きながら楽しそうに歌うことで、その街に暮らす人々に幸せが広がることをイメージした演出となっている。

## 取引銀行
- 三菱UFJ銀行
- みずほ銀行
- 三井住友銀行
- りそな銀行
- 横浜銀行
- 千葉銀行
- 商工組合中央金庫
- 信金中央金庫